# Deschutes River (Columbia River)
Der Deschutes River ist ein Fluss im US-Bundesstaat Oregon. Der Name des Flusses stammt von franko-kanadischen Pelzhändlern, die den Fluss im 19. Jahrhundert auf Französisch Rivière des Chutes, übersetzt etwa „Fluss der Wasserfälle“, nannten.
Ursprung des Flusses ist der 1447 Meter hoch gelegene Lava Lake in den östlichen Ausläufern des Kaskadengebirges. Der Deschutes River fließt nordwärts, bis er bei Biggs Junction in den Columbia River mündet. Der Fluss ist 406 Kilometer lang und hat ein Einzugsgebiet von 27.200 km. In seinem Lauf fließt er durch enge Canyons und über zahlreiche Stromschnellen und Wasserfälle 1397 Höhenmeter talwärts. Als größte Wasserfälle gelten die Benham Falls südlich von Bend, eine Stromschnelle, in der der Fluss 29 Höhenmeter hinabfließt, darunter acht Meter als Wasserfall. Ungewöhnlich ist seine konstante Wasserführung, bedingt durch das poröse Gestein der Lavafelder, durch die er südlich und westlich von Bend fließt. Die Lavafelder saugen das Schmelzwasser im Frühling schwammartig auf und geben es das Jahr über gleichmäßig ab.
Der Deschutes ist ein bedeutender Lebensraum für Königslachs, Regenbogenforelle, Stierforelle und Neunaugen. Für die Native Americans war er damit eine wichtige Nahrungsquelle, heute ist der Fluss für Angelsport- und tourismus bedeutend. Das Wasser des Deschutes River wird außerdem für landwirtschaftliche Bewässerung genutzt. Die drei zwischen 1957 und 1964 gebauten Staudämme des Pelton Round Butte Projekts stauen den Fluss zum Lake Billy Chinook und zum Lake Simtustus auf. Die Staudämme dienen hauptsächlich zur Energiegewinnung, die Kraftwerke der drei Staudämme produzieren zusammen etwa 1,5 Mrd. kWh Strom jährlich.
Am Ufer des Lake Billy Chinook liegt der The Cove Palisades State Park, einer der meistbesuchten State Parks Oregons. Die Deschutes River Conservancy ist eine 1996 gegründete gemeinnützige Organisation, deren Aufgabe die Wiederherstellung des natürlichen Flusslaufs und die Verbesserung der Wasserqualität des Deschutes River ist.
Zwei Flussabschnitte mit zusammen 274 km Länge sind als National Wild and Scenic River ausgezeichnet. Im Mittellauf ist das Tal des Flusses als Crooked River National Grassland ausgewiesen.